# Kolej Linowa Palenica w Ustroniu
Kolej Linowa Palenica w Ustroniu – ośrodek narciarski położony w Ustroniu-Jaszowcu w Beskidzie Śląskim na północno-zachodnim zboczu Palenicy (672 m n.p.m) w paśmie Równicy.

## Wyciąg i trasa
Na terenie ośrodka znajdują się:
- 2-osobowy wyciąg krzesełkowy o długości 968 m przewyższeniu ok. 234 m (przepustowość 980 osób/godzinę, czas wjazdu 10 minut)
- trasa zjazdowa wzdłuż wyciągu o czerwonym stopniu trudności, o średnim nachyleniu 23%. Trasa jest oświetlona, ratrakowana i dośnieżana.

Ponadto na terenie ośrodka znajdują się:
- wyciąg orczykowy (Mała Palenica),
- mały wyciąg orczykowy dla dzieci (narciarskie przedszkole).

Ośrodek Palenica objęty jest wspólnym systemem karnetów z ośrodkiem Czantoria i wyciągami: Nartowisko i Poniwiec.

## Operator i historia
Operatorem i właścicielem stacji jest firma „Biuro Usługowo Handlowe „Ski Full'89" Strąg Jan” z siedzibą w Żywcu przy ul. Komorowskich 63. Ta sama firma jest operatorem również innych ośrodków sportowych, w tym:
- niżej opisany „Bike Park Palenica”
- „Wyciągi Narciarskie Andaluzja” w Międzybrodziu Bialskim (dwa wyciągi talerzykowe)
- basen i kompleks rekreacyjno-sportowy „Relaks” w Międzybrodziu Bialskim (50-metrowy basen z 50-metrową zjeżdżalnią). Basen położony jest na brzegu Jeziora Międzybrodzkiego, dzięki czemu ośrodek dysponuje również plażami i wypożyczalnią żaglówek i sprzętu windsurfingowego.

W grudniu 2014 roku ośrodek narciarski został wystawiony na sprzedaż z oferowaną ceną 2,9 mln zł. W skład sprzedawanego kompleksu wchodzą: a) grunty stanowiące odrębną własność: działki budowlano-rekreacyjne o łącznej powierzchni 38 136 m², cesja wieloletnich umów dzierżawy innych działek, m.in. od Lasów Państwowych i osób prywatnych (na terenach tych zlokalizowane są trasy zjazdowe, parkingi, budynek niewielkiej karczmy, mała gastronomia, a także wypożyczalnia sprzętu narciarskiego wraz ze szkołą narciarsko-snowboardową), b) dwuosobowy wyciąg krzesełkowy, c) oświetlenie oraz naśnieżanie tras, dwa ratraki i d) narciarskie przedszkole.

## Trasy rowerowe
Ośrodek Palenica jest również centrum downhillowym „Bike Park Palenica”. Do dyspozycji rowerzystów oddanych jest 7 tras rowerowych:
- trasa czerwona 1 Polany
- trasa czerwona 2 Stoliki
- trasa czerwona 3 Buczki
- trasa czarna
- trasa Czana NS (obecnie w budowie)
- Pump Track (obecnie w budowie)
- Pętla XC (obecnie w budowie).

Kolory tras odpowiadają kolorom stopni trudności tras narciarskich.

## Pozostała infrastruktura
Ponadto na terenie ośrodka do dyspozycji narciarzy, snowboardzistów i rowerzystów są:
- szkoła narciarsko-snowboardowa oraz wypożyczalnie sprzętu sportowego
- parking
- karczma „Palenica” tuż przy dolnej stacji wyciągu.

Stacja nie jest członkiem Stowarzyszenia Polskie stacje narciarskie i turystyczne.